# 부여 정림사지 석조여래좌상
부여 정림사지 석조여래좌상(扶餘 定林寺址 石造如來坐像)은 대한민국 충청남도 부여군 정림사지에 있는, 고려 시대에 제작된 석조 여래 좌상이다. 재료는 화강석, 높이는 5.62m. 백제 폐사지에 있는 비로자나불이며, 마멸이 심하여 조각된 의문선이 분명치 않다. 두부 이상은 언제 새로 만들어진 것인지 알 수 없으나 불상과 함께 발견된 와당에 있는 명문으로 보아 고려 시대에 백제 폐사지에 개건되었음을 알 수 있다.
1963년 1월 21일 대한민국의 보물 제108호 부여정림사지석불좌상(扶餘定林寺址石佛坐像)으로 지정되었다가, 2010년 8월 25일 현재의 명칭으로 변경되었다.

## 개요
충청남도 부여의 정림사지에 남아 있는 석조불상으로 《부여 정림사지 오층석탑》(국보 제9호)과 남북으로 마주보고 있다. 정림사는 6세기 중엽에 처음 창건되어 백제 멸망 때까지 번창하였던 사찰로 고려시대에 다시 번창했던 것으로 추정되는데, 이 석불상은 고려 때의 번성을 보여주는 것이다.
지금의 머리와 보관은 제작 당시의 것이 아니라, 후대에 다시 만들어 얹은 것으로 보인다. 신체는 극심한 파괴와 마멸로 형체만 겨우 남아 있어 세부적인 양식과 수법을 알아보기 어렵지만, 어깨가 밋밋하게 내려와 왜소한 몸집을 보여준다. 좁아진 어깨와 가슴으로 올라간 왼손의 표현으로 보아 왼손 검지 손가락을 오른손으로 감싸쥔 비로자나불을 형상화한 것으로 추정된다.
불상이 앉아 있는 대좌(臺座)는 상대·중대·하대로 이루어진 8각으로 불상보다 공들여 만든 흔적이 역력하다. 상대는 연꽃이 활작 핀 모양이며, 중대의 8각 받침돌은 각 면에 큼직한 눈 모양을 새겼다. 하대에는 연꽃이 엎어진 모양과 안상을 3중으로 중첩되게 표현했다.
현재 불상이 자리잡고 있는 위치가 백제시대 정림사지의 강당 자리로 이곳에서 발견된 명문기와를 통해 이 작품은 고려시대에 절을 고쳐 지을 때 세운 본존불로 추정된다.

## 같이 보기
- 부여 정림사지 - 사적 제301호
- 부여 정림사지 오층석탑 - 국보 제9호

## 참고 자료
- 부여 정림사지 석조여래좌상 - 국가유산청 국가유산포털